# Syméon de Thessalonique
Syméon de Thessalonique est un prélat et écrivain religieux byzantin du XVe siècle, mort en 1429, archevêque de Thessalonique de 1416 à sa mort.

## Éléments biographiques
Il était moine dans le monastère hésychaste des Xanthopouloi (à Constantinople) quand il fut choisi comme archevêque de Thessalonique. La ville est alors une enclave byzantine sur la côte des Balkans entièrement dominés par les Ottomans. En juin 1422, abandonnant la ville, il se rend sur le mont Athos, mais c'est le moment où les troupes du sultan Murad II entament le siège de Thessalonique. Syméon se laisse convaincre de regagner la ville, dont la situation paraît désespérée. En 1423, le despote Andronic, constatant son impuissance, cède la ville à la république de Venise et s'en va avec sa famille. Mais la prise de contrôle par les Vénitiens ne fait que retarder l'inévitable : Syméon meurt en septembre 1429, quelques mois avant la prise de Thessalonique par les Ottomans (26 mars 1430), regretté, selon le témoin contemporain Jean Anagnostès, par les membres de tous les groupes religieux, pour qui sa disparition fut le présage de la chute finale de la ville. Il avait prêché la fidélité à l'Empire byzantin et à l'Église orthodoxe. Il a laissé une œuvre importante dans les domaines de la théologie, du commentaire de la liturgie et de la poésie religieuse, des textes d'intérêt historique et des lettres. L'Église orthodoxe l'a canonisé en 1981, et il est fêté le 15 septembre.

## Œuvre
- Johannès M. Phountoulès (éd.), Συμεὼν ἀρχιεπισκόπου Θεσσαλονίκης τὰ λειτουργικὰ συγγράμματα. I.Εὐχαὶ καὶ ὕμνοι, Thessalonique, 1968.
- David Balfour (éd.), Politico-Historical Works of Symeon Archbishop of Thessalonica (1416/17 to 1429), texte critique, introduction et commentaire, Wiener Byzantinische Studien XIII, Vienne, 1979. (pièce principale : discours en l'honneur de saint Démétrios, avec la relation des interventions et miracles attribués au saint entre 1387 et 1426 ; également un discours apologétique sur sa retraite au mont Athos en 1422, deux lettres au despote Andronic, deux proclamations aux fidèles de la ville, et deux lettres à des moines de Constantinople, un hiéromoine anonyme et Makarios Makrès).
- David Balfour (éd.), Ἁγίου Συμεὼν ἀρχιεπισκόπου Θεσσαλονίκης τὰ ἔργα θεολογικά, texte critique et introduction, Thessalonique, 1981.
- Symeonis Thessalonicensis archiepiscopi opera omnia, fac-similé de l'édition Migne, PG 155, texte grec et traduction latine, Brepols, Turnhout, 1991 (contient : Symeonis dialogus contra omnes hæreses, De sacramentis, De sacro ritu sancti unguenti... ; réponse au métropolite Gabriel de Pentapolis sur la relation entre l'âme et le corps).
- Steven Hawkes-Steeples (éd.), The Liturgical Commentaries: St. Symeon of Thessalonika (Studies and Texts), textes grecs et traduction anglaise, Toronto, Pontifical Institute of Mediaeval Studies, 2011 (Explication sur le temple divin, Commentaire de la divine liturgie).